# 宋王
宋王（そうおう）は、中国における諸侯王、あるいは地方政権の君主の王号。
宋王に封じられた、あるいは号した人物には、以下の例が挙げられる。
- 戦国時代
  - 康王 - 西周代から続いた宋の最後の君主。
- 魏晋南北朝
  - 劉裕 - 東晋の宋王。のち禅譲を受け宋（劉宋）を建てて皇帝に即位した。
  - 劉昶 - 劉宋の皇族。北魏に亡命して宋王に封じられた。
  - 元法僧 - 北魏の皇族。反乱を起こして宋王、のち北魏の皇帝を称した。
  - 宇文實 - 北周の皇族。
- 隋
  - 楊道生 - 隋末に梁の皇帝を称した蕭銑により封じられた。
  - 宋金剛 - 隋末に皇帝を称した劉武周により封じられた。
- 唐
  - 李憲
  - 李僖
  - 李結
- 五代十国
  - 李従厚 - 後唐の宋王、のち皇帝。
- 遼
  - 耶律喜隠
- 金
  - 斡離不（追贈）
  - 蒲魯虎